# Ruschia decurvans
Ruschia decurvans är en isörtsväxtart som beskrevs av L. Bol. Ruschia decurvans ingår i släktet Ruschia och familjen isörtsväxter. Inga underarter finns listade i Catalogue of Life.